# Nadine Shah
Nadine Shah, née en 1986 à Whitburn, est une auteure-compositrice-interprète britannique.

## Biographie
Originaire du South Tyneside en Angleterre, Nadine Petra Katarina Shah trouve en sa famille des origines norvégienne et pakistanaise. Elle grandit au bord des falaises sous les chants ghazals entonnés par son père[style à revoir]. À 9 ans, elle démarre l'apprentissage du piano. 

## Carrière professionnelle
Au cours de son adolescence, Nadine Shah déménage à Londres, où elle se lie d'amitié avec Amy Winehouse. Elle y commence sa carrière comme chanteuse de jazz. Son manager de l'époque est propriétaire du Pizza Express Jazz Club dans le quartier de Soho. Au cours d'une session jam, elle rencontre les musiciens Mose Allison et Georgie Fame qui lui enseignent la discipline nécessaire à un bon musicien. Admirative des artistes des années 1960 et 70, elle s'inspire des compositions de Cole Porter bien que sa référence, le musicien Scott Walker influence la tonalité de son premier EP, Aching Bones sorti sur le Label Fandango en 2012. 
En pleine écriture de son premier album Love Your Dum and Mad, la musicienne est fortement marquée par la disparition de deux jeunes hommes proches s'étant ôtés la vie. Largement inspiré de cette tragédie, le projet questionne les silences qui entourent la santé mentale. Une cause qu'elle ne cessera de défendre depuis, devenant une porte-parole active sur le sujet des stigmates sociaux envers ceux qui souffrent de troubles psychiques. 
L'album Love Your Dum and Mad enregistré aux côtés du producteur britannique Ben Hillier est édité sur le label Apollo en juillet 2013. Le disque fait suite à l'EP Dreary Town publié la même année.
En 2014, l'artiste est invitée à se produire en live lors de la présentation de la collection haute couture Red Label, imaginée par la créatrice de mode britannique Vivienne Westwood.
Le duo Shah/Hillier est de retour en avril 2015 avec Fast Food, composé par la musicienne à Londres. L'album s'intéresse aux grandes histoires d'amour, des plus malsaines au plus gratifiantes. Au cours de la première semaine de l'Official Vinyl Albums Chart, Fast Food se classe à la 9e place des ventes au Royaume-Uni.
En 2017, Nadine Shah publie son troisième album Holiday Destination chez 1965 Records. Résolument tournées vers l'extérieur, ces nouvelles compositions mettent en perspective la manière dont l'incertitude, les bouleversements politiques et la rhétorique souvent xénophobe de ces dernières années ont influencé la propre vie de l'auteure. La musicienne dénonce le patriotisme extrême et l'aveuglement populaire qui l'accompagne. Inspirée par la crise des réfugiés syriens, l'artiste chante la fierté d'être issue de l'immigration.

## Engagements
Dès 2014, elle intervient dans les écoles de l'est de Londres dans le cadre de la campagne Not In My Name pour laquelle les musulmans déclarent publiquement leur opposition aux actions de l'État islamique. Elle travaille également avec l'association Campaign Against Living Miserably (Calm) et donne en 2015, un discours à l'Université de Newcastle sur la santé mentale.

## Collaborations
En février 2016, Ben Hillier et Nadine Shah sont remarqués pour l'adaptation musicale d'une œuvre de Ted Lewis, le roman noir Jack's Return Home. L'intrigue adaptée à plusieurs reprises sur grand écran avait donné lieu au film américain Get Carter par Mike Hodges en 1971. Le spectacle est accueilli sur la scène du Northern Stage de Newcastle avant de partir en tournée. 

## Discographie

### Albums studio
- 2013 : Love Your Dum and Mad (Apollo Records / R&S Records)
- 2015 : Fast Food (Apollo Records / R&S Records)
- 2017 : Holiday Destination (1965 Records Ltd)
- 2020 : Kitchen Sink (Infectious Music / BMG Rights Management)
- 2024 : Filthy Underneath (EMI North Records)